# Jackie Étienne
Suzanne Jacqueline Inès Étienne, coniugata Planque, detta Jackie (Tolone, 27 maggio 1938 – Ollioules, 27 gennaio 2013), è stata una cestista francese.

## Carriera
Con la Francia ha disputato i Campionati europei del 1958, segnando 29 punti in 7 partite.